# Leonardo Narváez
Leonardo Narváez, destacado depostista colombiano de la especialidad de Ciclismo que fue múltiple campeón internacional ganando medallas de oro en copas mundo juegos panamericanos, campeonatos panamericanos campeón suramericano en Medellín 2010<ref, duro 15 años dominando las pistas de Colombia, coronándose campeón nacional más de 30 veces, especialista en la velocidad y nombrado por varios años el rey del keirin a nivel panamericano name=ref_duplicada_deportista>«Información del Participante en los Juegos Suramericanos de 2010». Medellin2010.0rg. 2010. Archivado desde el original el 23 de julio de 2015. Consultado el 1 de mayo de 2010.</ref> y campeón de Centroamérica y del Caribe en Mayagüez 2010.

## Trayectoria
La trayectoria deportiva de Leonardo Narváez se identifica por su participación en los siguientes eventos nacionales e internacionales:

### Juegos Suramericanos
Fue reconocido su triunfo de ser el décimo octavo deportista con el mayor número de medallas de la selección de  Colombia en los juegos de Medellín 2010.

#### Juegos Suramericanos de Medellín 2010
Su desempeño en la novena edición de los juegos, se identificó por ser el sexagésimo quinto deportista con el mayor número de medallas entre todos los participantes del evento, con un total de 3 medallas:

- , Medalla de oro: Keirin Pista Ciclismo Hombres
- , Medalla de oro: Ciclismo Pista Velocidad Equipo Hombres
- , Medalla de plata: Ciclismo Pista Carrera Hombres

### Juegos Centroamericanos y del Caribe
Fue reconocido su triunfo de ser el tercero deportista con el mayor número de medallas de la selección de  Colombia 
en los juegos de Mayagüez 2010.

#### Juegos Centroamericanos y del Caribe de Mayagüez 2010
Su desempeño en la vigésima primera edición de los juegos, se identificó por ser el cuarto deportista con el mayor número de medallas entre todos los participantes del evento, con un total de 3 medallas:

- , Medalla de oro: Keirin
- , Medalla de plata: Velocidad
- , Medalla de bronce: 1 km